# Piers Compton
Piers Compton (1901-1986) es un escritor de biografías, de libros históricos y de teorías de conspiraciones. Fue un religioso de la Iglesia católica y editor del semanal católico "The Universe" durante 14 años.

## Teorías
En su libro, The Broken Cross:The Hidden Hand In The Vatican explica que el Vaticano fue infiltrado por los Illuminatis, que el símbolo del "ojo que todo le ve" tiene una significación luciferina y es utilizada por responsables religiosos católicos y jesuitas, por ejemplo en el logotipo del congreso Philadelphia Eucharistic Congress de 1976, sobre un sello del Vaticano de 1978 y sobre la cruz personal del papa Juan XXIII. Para Compton, el papa Juan XXIII fue el primer papa illuminati. Según Compton, el libro fue enseguida retirado de la venta y nunca reimpreso.